# 蒙特西托 (加利福尼亞州)
蒙特西托（英語：Montecito）是位於美國加利福尼亞州聖巴巴拉縣的一個人口普查指定地區。

## 地理
蒙特西托的座標為34°26′01″N 119°37′55″W / 34.43361°N 119.63194°W，而該地最高點為海拔高度55米（即180英尺）。

## 人口
根據2010年美國人口普查的數據，蒙特西托的面積為23.994平方千米，當中陸地面積為23.980平方千米，而水域面積為0.014平方千米。當地共有人口8965人，而人口密度為每平方千米373人。